# دانيال لورد إسماعيل
دانيال لورد إسماعيل (من مواليد 5 أكتوبر 1961) هو أستاذ التاريخ في جامعة هارفارد، يقوم بتدريس تاريخ مجتمعات البحر الأبيض المتوسط بين 1100 و1600 وبشكل خاص مدينة مارسيليا الفرنسية. كما أنه يدرس التاريخ العميق وتاريخ الدين. كان متحدثًا مميزًا في فوق التصديق (2007) وجامعة سان دييغو، برعاية شبكة العلوم.